# Baumwall (metrostation)
Baumwall is een metrostation in het stadsdeel Neustadt van de Duitse stad Hamburg. Het station werd geopend op 29 juni 1912 en wordt bediend door lijn U3 van de metro van Hamburg.
Het is het metrostation het dichtst gelegen bij de concertzaal Elbphilharmonie.